# Brée
Brée – miejscowość i gmina we Francji, w regionie Kraj Loary, w departamencie Mayenne.
Według danych na rok 1990 gminę zamieszkiwały 482 osoby, a gęstość zaludnienia wynosiła 29 osób/km² (wśród 1504 gmin Kraju Loary Brée plasuje się na 850. miejscu pod względem liczby ludności, natomiast pod względem powierzchni na miejscu 707.).